# Blank & Jones
Blank & Jones – niemiecki duet DJ-ski i producencki wydający muzykę elektroniczną.

## Życiorys
Projekt Blank & Jones tworzą dwaj niemieccy DJ-e: Piet Blank (urodzony 15 czerwca 1971) i Jaspa Jones, który naprawdę nazywa się René Runge (ur. 27 czerwca 1968). Towarzyszy im producent Andy Kaufhold (ur. 17 grudnia 1969).
Blank & Jones działalność artystyczną rozpoczęli jako nastolatkowie. Piet był DJ-em w Niemczech i w Nowym Jorku. Po powrocie ze Stanów grał gościnnie w Party Service DJ w Kolonii. Natomiast René był DJ-em rezydentem w legendarnym klubie „Ratinger Hof” w Düsseldorfie. Później w tym mieście założył słynne Spacedust Studio.
Wspólne sukcesy duetu przyszły w 1997 roku kiedy ukazał się ich debiutancki singiel „Sunrise” – był to krok do produkowania własnych utworów. W 1999 roku ukazał się ich pierwszy album – „In Da Mix”.
Mają w sumie na koncie wiele albumów studyjnych, DJ-mixów oraz kompilacji a pośród nich seria największych hitów klubowych lat 80 – „So80s (SoEighties)”. Na koniec roku 2010 powrócili do muzyki klubowej z utworami „KooKoo” oraz „People Are Still Having Sex”.
Równocześnie formacja współpracowała z wieloma światowymi gwiazdami – w utworach Blank & Jones słychać między innymi Roberta Smitha z The Cure, Anne Clark, Sarah McLachlan i Claudię Brücken (z Propagandy). Brali udział w albumie Sandry Stay in Touch.

## Dyskografia

### Single
- 1997 – Sunrise
- 1998 – Heartbeat
- 1998 – Flying To The Moon
- 1999 – Cream
- 1999 – After Love
- 2000 – The Nightfly
- 2000 – DJ Culture CD 1 & 2
- 2000 – Beyond Time
- 2000 – Sound of Machines
- 2001 – DJ's, Fans & Freaks (D.F.F)
- 2002 – Desire
- 2002 – Watching The Waves
- 2002 – The Hardest Heart feat. Anne Clark
- 2003 – A Forest feat. Robert Smith
- 2004 – Mind of The Wonderful (feat. Elles de Graaf)
- 2005 –  Perfect Silence (feat. Bobo)
- 2005 – Revealed feat. Steve Kilbey
- 2006 – Catch
- 2006 Sound of Machines Remixes
- 2008 – Miracle Cure feat. Bernard Summer
- 2008 California Sunset
- 2009 – Where You Belong feat. Bobo
- 2009 – Lazy Life with Jason Caesar
- 2009 – Relax (Your Mind)
- 2010 – City Lights with Mike Francis
- 2010 – Miracle Man with Cathy Battistessa
- 2010 – KooKoo Vs. Martin Roth
- 2010 – People Are Still Having Sex
- 2011 – Pura Vida
- 2011 – Best of Cream (All Mixes)
- 2012 – So Eivissa (The Van Bellen Mixes)
- 2012 – Happiness with Cathy Battistessa
- 2013 – The Blue Sky (The Mix 2004 Update)
- 2013 – Days Go By (with Coralie Clement)
- 2014 – Survivor (with Mike Francis)
- 2015 – Time & Space (The Charles Webster Mixes)
- 2015 – C’est Beau La Vie (With Coralie Clément)
- 2015 – Chilltronica - Selected Works N°1 EP
- 2015 – Relax (The Sunset Sessions)
- 2016 – #WhatWeDoAtNight
- 2016 – April
- 2016 – Lovelee Dae (Cassara Mixes)
- 2017 – Snappiness (Afterlife Mix)
- 2017 – Glow
- 2017 – Give It To Me (With Emma Brammer)
- 2017 – California Sunset
- 2018 – Two
- 2018 – Flowing
- 2018 – Morning Of The Earth / My Island
- 2018 – Still The Same (With Mike Francis)
- 2018 – Risin' To The Top
- 2018 – (Reach Up For The) Sunrise
- 2018 – Relax (The Sunset Sessions 2)
- 2018 – Love From The Start (With Jan Loechel)
- 2018 – Through The Fire (Cassara Remix)
- 2018 – Where You Belong
- 2019 – Sweet Spot
- 2019 – Pure Shores (With Zoe Dee)
- 2019 – One
- 2019 – Grown Minds
- 2019 – Our Love (With Emma Brammer)
- 2019 – Summer Sun
- 2020 – Hourglass (Marcus Loeber Ambient Mix)
- 2020 – All Of Me (With Kyle Pearce)
- 2020 – Waiting For What (With Mick Roach)
- 2021 – Chilltronica EP 1-4
- 2021 – Relax (The Sunset Sessions 5) EP
- 2021 – Alone In This Rhythm
- 2021 – unshine's Better (Feat. Mick Roach)
- 2021 – Cinque Terre
- 2021 – Purple Sands (Feat. David Harks)
- 2021 – Feel Like Makin' Love (With Zoe Dee)
- 2021 – The Ambient Collection EP
- 2022 – Talkin' Jazz
- 2022 – Beatless EP
- 2022 – Big City Lights (Paris Nova Mix)
- 2022 – The Lovers (With Cathy Battistessa)
- 2023 – Marataba
- 2023 – Get Down

### Albumy
- 2000 – DJ Culture
- 2001 – Nightclubbing
- 2002 – Substance
- 2003 – Relax
- 2004 – Monument
- 2005 – Relax (Edition Two)
- 2006 – The Singles
- 2007 – Relax (Edition Three)
- 2009 – Relax (Edition Four)
- 2010 – Relax (Edition Five)
- 2011 – Relax (Edition Six)
- 2012 – Substance (10th Anniversary Edition)
- 2012 – Relax (Edition Seven)
- 2013 – Relax Jazzed
- 2013 – DJ Culture (Super Deluxe Edition)
- 2013 – Relax Decade 2003-2013
- 2014 – Relax (Edition Eight)
- 2014 – Relax Jazzed 2 (by Marcus Loeber)
- 2015 – Relax Edition Nine
- 2016 – The Logic Of Pleasure
- 2017 – Relax (Edition Ten)
- 2017 – #WhatWeDoAtNight
- 2018 – Relax (Edition Eleven)
- 2018 – Silent Piano - Songs For Sleeping 2 (with Marcus Loeber)
- 2020 – Relax (Edition Twelve)
- 2020 – #WhatWeDoAtNight2
- 2021 – Relax (Edition Thirteen)
- 2022 – Relax (Edition Fourteen)
- 2022 – #WhatWeDoAtNight3
- 2023 – Relax Jazzed 3
- 2023 – Relax (The Best Of 20 Years 2003-2023)
- 2024 – #WhatWeDoAtNight4

### Kompilacje
- 2003 – The Mix vol. 2
- 2004 – The Mix vol. 3
- 2008 – Posh Trance
- 2008 – Chilltronica
- 2009 – Eat Raw for Breakfast
- 2009 – So80s (SoEighties)
- 2009 – Milchbar Seaside Season
- 2009 – Le yoyage abstrait deluxe
- 2010 – So80s (SoEighties) 2
- 2010 – Milchbar Seaside Season 2
- 2010 – So80s (SoEighties) 3
- 2010 – Chilltronica No. 2 - Music For The Cold & Rainy Season
- 2011 – So80s (SoEighties) 4
- 2011 – Milchbar Seaside Season 3
- 2011 – So80s (SoEighties) 5
- 2011 – So80s (SoEighties) 6
- 2011 – Chilltronica No. 3
- 2011 – RMX
- 2012 – So90s (SoNineties)
- 2012 – Milchbar Seaside Season 4
- 2012 – Le Voyage Abstrait Deluxe Vol. 2
- 2012 – RMX 2
- 2012 – So90s (Sonineties)
- 2012 – So80s (SoEighties) 7 Ibiza
- 2013 – So80s (SoEighties) 8
- 2013 – Milchbar Seaside Season 5
- 2013 – Chilltronica Nº4
- 2014 – Milchbar Seaside Season 6
- 2015 – Milchbar Seaside Season 7
- 2015 – Chilltronica Nº5
- 2015 – So80s (Soeighties) 9
- 2016 – Milchbar Seaside Season 8
- 2016 – So80s (Soeighties) 10
- 2017 – Chilltronica Nº6
- 2017 – Milchbar Seaside Season 9
- 2018 – Milchbar Seaside Season 10
- 2018 – So80s (Soeighties) 11
- 2019 – Relax (A Decade | 2003-2013) (Mixed)
- 2019 – So80s (Soeighties) 12
- 2019 – So80s (Soeighties) 13
- 2019 – Milchbar Seaside Season 11
- 2020 – Milchbar Seaside Season 12
- 2021 – Milchbar Seaside Season 13
- 2022 – Milchbar Seaside Season 14
- 2023 – Milchbar Seaside Season 15